# Marta Najfeld
Marta Najfeld (ur. 27 kwietnia 1979 w Szczecinie) – polska szybowniczka. Siostra Joanny Najfeld.
Dwukrotna kobieca szybowcowa rekordzistka świata w prędkości przelotu po trasie trójkąta o długości 100 km: przeleciała tę trasę ze średnią prędkością 154,05 km/h. Rekord został pobity w klasie szybowców 15 metrowych (15m Class Gliders) w Minden w USA 5 lipca 2005 na szybowcu PZL-Bielsko SZD-55.
Przy okazji zostały także pobite kobiece rekordy Polski: o 70 km/h w klasie 15-metrowej i o 28 km/h w klasie otwartej.
30 lipca 2006 poprawiła swój rekord, ustanawiając nowy na tym samym szybowcu i w tym samym miejscu, uzyskując prędkość 159,17 km/h.
Poprzedni rekord świata (142,4 km/h ustanowiony 4 grudnia 2002 w Bitterwasser w Namibii) należał do Niemki Angeliki Machinek.
W styczniu 2010 r. ustanowiła trzy kobiece rekordy Polski na odległość po trasie trójkąta 542 km: deklarowanego trójkąta, dowolnego trójkąta i z zadeklarowanymi maksymalnie trzema punktami zwrotnymi. Rekordy zostały pobite w klasie szybowców 15 metrowych (15m Class Gliders) na szybowcu SZD-55 w Narromine w Nowej Południowej Walii, Australia.